# الحفير
الحفير واحة صحراوية زراعية تبعد عن حائل مسافة 65 كلم إلى الشمال الغربي، وهي إحدى الواحات الواقعة في بداية صحراء النفود الكبير. سميت الحفير نسبة إلى شكلها الجغرافي فهي تقع في حفرة بوسط النفود ويحدها من جميع الجهات النفود الكبير، ويقع في غربها جبل الخشب وهو من ابرز معالمها السياحيه وهو جبل ضخم أسود اللون ويوجد بقربها قاع يسمى بقاع الصير. يبلغ عدد سكان قرية الحفير حوالي (4000) نسمه، واشتهرت الحفير بالزراعة، والحفير صاحبة أكثر من ستين مئذنه.